# Battesimo di Cristo (Bacchiacca)
La Battesimo di Cristo è un dipinto a olio su tavola (75x166 cm) del Bacchiacca, databile al 1523 circa e conservato nella Gemäldegalerie di Berlino. 

## Storia
L'opera era stata eseguita per l'anticamera nel palazzo di Giovan Maria Benitendi, destinata ad essere inserita in una boiserie assieme ad altri lavori di diversi artisti, secondo una moda che aveva l'esempio più alto e celebre nella camera nuziale Borgherini, eseguita pochi anni prima e a cui aveva partecipato lo stesso Bacchiacca. Le altre opere che ne facevano parte erano: Betsabea al bagno del Franciabigio (Dresda, Gemäldegalerie), la Leggenda del figlio del re morto, dello stesso Bacchiacca (idem), l'Adorazione dei Magi di Pontormo (Firenze, Galleria Palatina), oltre al celebre San Giovanni Battista di Andrea del Sarto (pure nella Galleria Palatina), che coronava le altre tavole più piccole.

## Descrizione e stile
Il tema del Battista era centrale nella decorazione della stanza. Il Battesimo è rappresentato con attenzione a suggestione nordiche che in quegli anni si facevano forti a Firenze per l'arrivo di numerose incisioni, soprattutto di Luca di Leida e Albrecht Dürer, capaci di influenzare artisti come Piero di Cosimo o Pontormo. In una cavità di rocce a strapiombo, popolate da una vegetazione incombente, si svolge al centro il battesimo, nel Giordano qui ridotto a una placida pozza. Tutt'attorno sta una folla di spettatori, che non prende parte alla rappresentazione a parte qualche giovane che sembra denudarsi o rivestirsi, ma crea per lo più ordinati gruppi di figure in pose varie, che riempiono la superficie del dipinto con garbo.